# Big Brother (film, 1989)
Pour les articles homonymes, voir Big Brother (homonymie).
Pour plus de détails, voir Fiche technique et Distribution.
Big Brother (奇蹟, Qi ji) est un film hongkongais réalisé par Jackie Chan, sorti en 1989, avec comme acteur principaux Jackie Chan, Wu Ma et Anita Mui.

## Synopsis
Un Chinois à la recherche de travail sauve par hasard un chef de la pègre locale et se voit ainsi lui succéder. Il semble être protégé par les fleurs qu’une vieille dame lui vend régulièrement. Afin de permettre le mariage de la fille de la vendeuse avec le fils d'un millionnaire, il utilise son organisation pour faire croire que la vendeuse est en fait une riche veuve habitant le luxueux hôtel dans lequel elle a fait croire à sa fille qu'elle résidait.

## Fiche technique
- Titre : Big Brother
- Titre original : 奇蹟 (Qi ji)
- Titre anglais : Miracles
- Réalisation : Jackie Chan
- Scénario : Jackie Chan, Edward Tang
- Décors : Eddie Ma
- Photographie : Arthur Wong
- Musique : So Chung
- Montage : Peter Cheung
- Société de production : Golden Harvest, Golden Way Films Ltd., Seasonal Film Corporation
- Pays d'origine : Hong Kong
- Format : Couleurs - 2,35:1 - Mono - 35 mm
- Genre : Action, Comédie, Drame
- Durée : 127 minutes
- Date de sortie : 
  -  Hong Kong : 15 juin 1989
  -  France : 1992 en VHS
- Affiche : Jean Mascii (France)

## Distribution
- Jackie Chan (VF : Guy Chapellier (1989), William Coryn (2007)) : 'Charlie' Cheng Wah Kuo
- Anita Mui : Luming Yang
- Gua Ah-lei : Mme. Kao
- Chun Hsiung Ko : Tiger
- Wu Ma : oncle Hai
- Bill Tung : Tung
- Kenny Bee : Reporter #1
- Anthony Chan : Reporter #2
- Lawrence Cheng : Reporter #3
- Jing Chen : un invité à la fête
- Jacky Cheung : le vendeur à lunettes
- Chu Yuan : un dignitaire
- Billy Chow : un voyou
- Michael Chow : Dai Jek Dung
- Tiet Wo Chu
- Fun Hark-ong : Thug
- Ngai Hong : l'ami de M. Ku
- Kara Hui
- Ricky Hui : Man
- Regina Kent : la petite amie molestée d'un membre du gang
- Alvina Kong : Foxy
- Benny Lai : Man
- Billy Lau (VF 2007 : Christophe Lemoine) : Tong
- Lau Siu-ming : le chef de Ho
- Lee Hoi-san : Thug
- Lei Siu-tin : le voyou au poste de police
- Fong Liu : Snake Ming
- Ken Lo : Thug
- Lo Lieh (VF 2007 : Thierry Ragueneau) : Fei
- Ray Lui : Lu
- Mars : un policier
- Anders Nelson : un dignitaire
- Richard Ng : le capitaine Ho
- Louis Roth : un dignitaire
- John Sham : Reporter #4
- Wai Shum : un homme de Tiger
- Po Tai : Thug
- Feng Tien : Ku l'ancien
- Pauline Wang Yu-wan
- Dick Wei : Tiger
- Ping-Ao Wei
- James Wong : l'ami de M. Ku
- Melvin Wong : le conseiller du roi
- Fung Woo : le manager de l'hôtel
- Simon Yam : un policier
- Amy Yip : une invitée à la fête
- Gloria Yip : Belle
- Yuen Biao : caméo